# Johnsbach
Johnsbach is een plaats en voormalige gemeente in de Oostenrijkse deelstaat Stiermarken. Het is een ortschaft van de gemeente Admont, die deel uitmaakt van het district Liezen.
De gemeente Johnsbach telde in 2014 150 inwoners. In 2015 ging ze bij een herindeling, samen met Hall bei Admont en Weng im Gesäuse, op in de gemeente Admont.
Admont ·
Aigen im Ennstal ·
Altaussee ·
Altenmarkt bei Sankt Gallen ·
Ardning ·
Bad Aussee ·
Bad Mitterndorf ·
Gaishorn am See ·
Grundlsee ·
Irdning-Donnersbachtal ·
Landl ·
Lassing ·
Liezen ·
Rottenmann ·
Sankt Gallen ·
Selzthal ·
Stainach-Pürgg ·
Trieben ·
Wildalpen ·
Wörschach
Politische Expositur Gröbming:
Aich ·
Gröbming ·
Haus ·
Michaelerberg-Pruggern ·
Mitterberg-Sankt Martin ·
Öblarn ·
Ramsau am Dachstein ·
Schladming ·
Sölk
- Gemeinsame Normdatei: 4680952-1
- Library of Congress Control Number: n2004041953
- Nationale Bibliotheek van Israël: 987007467985405171
- Virtual International Authority File: 132730121